# 高村健一郎
髙村 健一郎（たかむら けんいちろう、1920年（大正9年）7月14日 - 2006年（平成18年）2月14日）は、日本の財務官僚、日本専売公社職員。

## 略歴
福岡県大牟田市出身。1938年福岡県中学修猷館、1940年旧制福岡高等学校文科甲類を経て、1942年東京帝国大学法学部政治学科を卒業。
1942年に高等文官試験行政科に合格し、9月に大蔵省に入省したが、同時に海軍経理学校の補修学生にもなる（短期現役主計科士官）。1944年5月に海軍主計大尉となる。
太平洋戦争終結後の1945年10月に大蔵省に復帰し、1946年2月に専売局事務官となる。1949年6月1日の日本専売公社発足と同時に公社職員に移籍し、塩脳局需給課長代理、1953年2月塩脳部（前年に塩脳局より改組）需給課長、1961年6月臨時塩業調査室長、1962年10月広島地方局長、1964年8月販売部長、1965年6月総務部調査役、1966年5月企画部長、1968年理事、1969年理事企画開発本部副本部長を経て、1970年総務理事営業本部長に就任。1972年9月宇宙開発事業団理事に就任。1977年12月退任。1978年1月東京タバコ配送（現・TSネットワーク）社長に就任。
実業団バレーボール連盟理事長、日本バレーボール協会監事なども務めた。
2006年2月14日午前3時57分、肺炎のため東京都世田谷区の病院で死去。85歳没。

## 栄典
- 勲三等瑞宝章 - 1991年受章。